# Leonard Lagerlöf
Johan Leonard „Leon“ Lagerlöf (* 8. April 1870 in Nordmaling; † 30. November 1951 in Stockholm) war ein schwedischer Sportschütze.

## Erfolge
Leonard Lagerlöf nahm an drei Olympischen Spielen teil. 1912 kam er in Stockholm nicht über den 29. Platz in der Einzelkonkurrenz mit dem Armeegewehr in beliebiger Position hinaus. Bei den Olympischen Spielen 1920 in Antwerpen verpasste er mit dem Freien Gewehr im Dreistellungskampf eine vordere Platzierung im Einzel, während er mit der Mannschaft Sechster wurde. Im stehenden Anschlag mit dem Armeegewehr gewann er gemeinsam mit Olle Ericsson, Mauritz Eriksson, Walfrid Hellman und Hugo Johansson hinter Dänemark und den Vereinigten Staaten die Bronzemedaille. Lagerlöf war mit 47 Punkten der schwächste Schütze der Mannschaft. In der Einzelkonkurrenz mit dem Kleinkalibergewehr verpasste er mit 389 Punkten ebenfalls eine vordere Platzierung, während er mit der Mannschaft hinter den US-Amerikanern und vor den Norwegern den zweiten Platz belegte und somit die Silbermedaille gewann. Mit 375 Punkten war er der drittbeste Schütze der Mannschaft, zu der neben Lagerlöf noch Ragnar Stare, Sigvard Hultcrantz, Erik Ohlsson und Oscar Eriksson gehörten. 1924 wurde er in Paris mit dem Kleinkaliber im liegenden Anschlag Zwölfter im Einzel.
Lagerlöf war von Beruf Malermeister.